# Debatik (film)
Debatik (tytuł oryginalny: Debatik) – albański film fabularny z roku 1961 w reżyserii Hysena Hakaniego.

## Opis fabuły
Jeden z pierwszych długometrażowych filmów fabularnych, wyprodukowanych przez kinematografię albańską. Film  jest poświęcony początkom młodzieżowej organizacji komunistycznego ruchu oporu – DEBATIK (Djemtë e Bashkuar Anëtarë të Idealeve Komuniste), powstałej w roku 1942, działającej w okresie okupacji włoskiej i niemieckiej. Do organizacji przyłącza się bezdomny sierota Coli. W organizacji dochodzi do zdrady, Włosi aresztują kilku działaczy DEBATIKA a sam Coli wkrótce ginie z rąk faszystów.
Zdjęcia do filmu realizowano w Tiranie. Film zdobył wyróżnienie na XV Międzynarodowym Festiwalu Filmowym w Salerno w 1985, gdzie zorganizowano retrospektywny pokaz filmów albańskich.

## Obsada
- Dhimitraq Pecani jako Agim
- Shpëtim Zani jako Coli
- Pëllumb Dërvishi jako Genci
- Sulejman Pitarka jako Nauczyciel
- Gjeraqina Osmanli jako Merushja
- Besim Levonja jako kierowca Lymi
- Sandër Prosi jako dyrektor szkoły
- Ndrek Shkjezi jako kupiec
- Gjon Karma jako Jorgo
- Lazër Vlashi jako kwestor
- Qenan Toro jako prowokator
- Violeta Manushi jako Maria
- Ilia Shyti jako wieśniak
- Roland Trebicka jako Kosta
- Skënder Plasari jako Skënder
- Benhur Tila jako Agron
- Tonin Kanci jako kapitan Bruno
- Loro Kovaçi jako włoski dyrektor
- Seit Boshnjaku jako Franko
- Zihni Bega
- Liza Vorfi
- Mihal Stefa
- Dario Llukaçi
- Drita Haxhiraj